# Gaszun (Kałmucja)
Gaszun (ros. Гашун) – osiedle w Rosji, w Kałmucji, w rejonie jaszkulskim. W 2021 liczyło 706 mieszkańców.